# Weißer Kranich über Tibet
Weißer Kranich über Tibet ist ein Jugendbuch von Federica de Cesco, das 1999 im Arena Verlag in Würzburg erschien.

## Inhalt
Die junge Sonam und ihr Freund Osher fliehen mit ihren beiden Pferden aus dem von den Chinesen besetzten Tibet nach Nepal. Sie haben eine Videokassette im Gepäck, die sie nach Katmandu bringen und so der Weltöffentlichkeit zugänglich machen wollen. Das Jugendbuch schildert den Weg der beiden durch die schneebedeckten Höhen des Himalayas.